# Ralf Richter

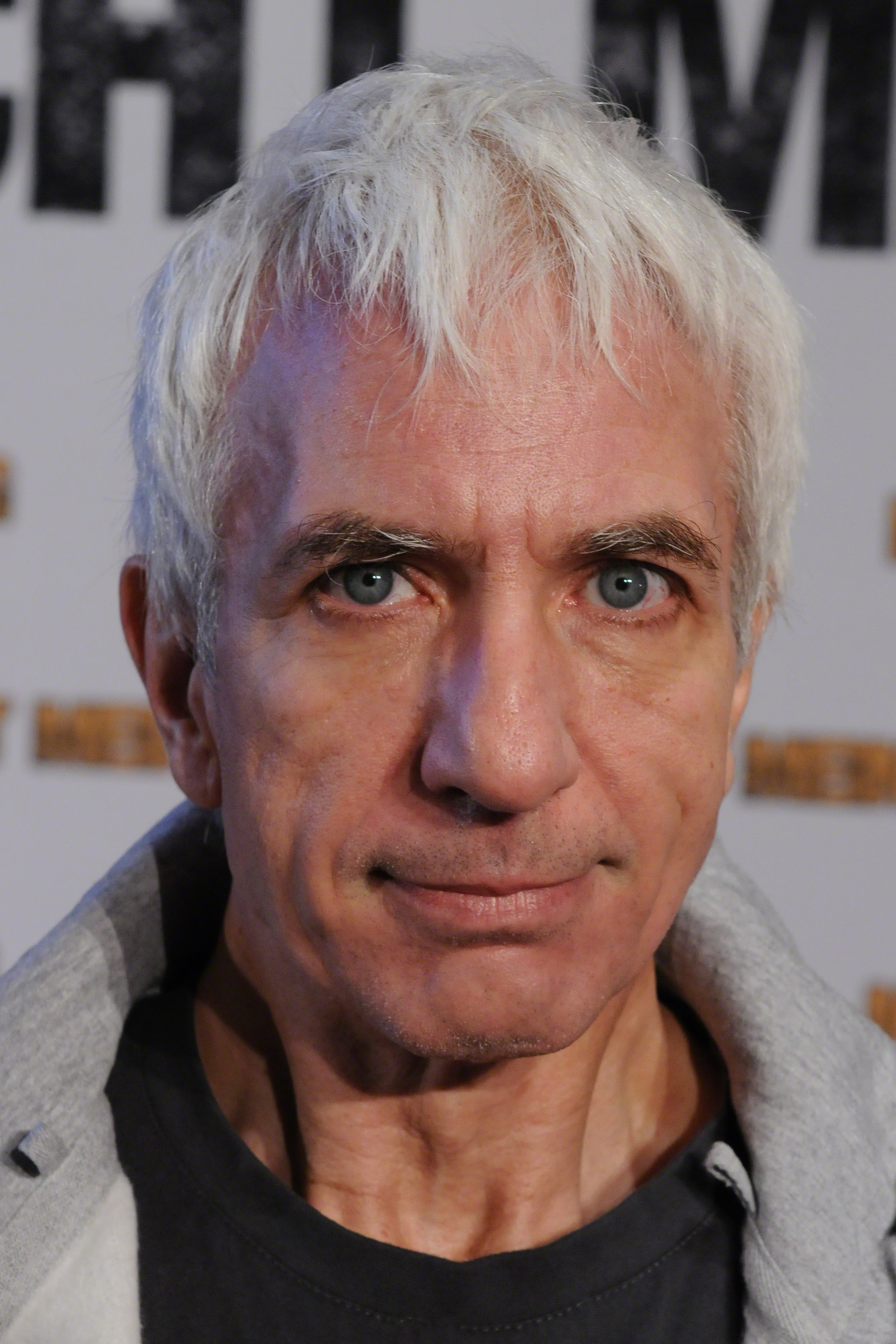
Ralf Richter (2014)

Ralf Richter (* 17. August 1957 in Essen) ist ein deutscher Schauspieler und Musiker.

## Leben und Wirken

### Herkunft und Ausbildung
Ralf Richter wuchs als zweitältestes von acht Kindern des Architekten Otto Richter und seiner Frau Hannelore in einer katholisch geprägten Familie in einem Bochumer Arbeiterviertel auf. Sein Vater realisierte als Architekt große Wohnbauprojekte und malte und zeichnete in seiner Freizeit. Richters jüngerer Bruder Frank-Martin Strauß ist der Künstler und Musiker FM Einheit.
Nach dem Besuch verschiedener Grundschulen absolvierte Richter von 1973 bis 1975 eine Schreinerlehre, ab 1977 besuchte er zwei Jahre die Westfälische Schauspielschule Bochum. Daneben arbeitete er für das Bauunternehmen seines Vaters. Nach eigenen Angaben startete Richter seine schauspielerische Laufbahn eher ungeplant, da er zum Termin der Aufnahmeprüfungen an der Schauspielschule gerade zufällig in Bochum war. Nach zwei Jahren wurde Richter als „nicht ausbildungsfähig“ von der Bochumer Schauspielschule verwiesen.

### Schauspiel
Nachdem er an der Freien Volksbühne in Berlin, am Deutschen Schauspielhaus Hamburg und in Bonn am Theater gespielt und erste Kurzauftritte in den Tatort-Folgen Herzjagd (1980) und Duisburg-Ruhrort (1981) absolviert hatte, zog er 1981 nach München. Dort bekam er von Wolfgang Petersen die Rolle des vulgären Zentralemaat Frenssen in dem Spielfilm Das Boot, durch die er erstmals einem breiten Publikum bekannt wurde.
Er spielt meist die harten oder „bösen“ Charaktere oder auch einen Ruhrpott-Proleten. Kultstatus erreichte er vor allem als „Kalle Grabowski“ im Film Bang Boom Bang – Ein todsicheres Ding. Im Film Superstau von 1991 spielte er einen gestressten Gelsenkirchener Bergmann, der in seinem Audi 100 mit Frau und Sohn auf dem Weg in den Urlaub nach Korsika ist. Richter gibt an, dass er eine Vorliebe für die Rolle des Proleten habe, seit er in der Kindheit eine Familie in seiner Siedlung erlebt habe, die er als „extrem asi“ empfunden habe.
Im Laufe seiner Karriere hat er mit bekannten Regisseuren des deutschen Films, darunter Dominik Graf (Die Katze), Oskar Roehler (Suck My Dick) oder Til Schweiger (Der Eisbär), zusammengearbeitet. In der TV-Bergarbeiter-Saga Rote Erde von Klaus Emmerich verkörperte er den Bergmann „Otto Schablowski“. Richter wirkte in zahlreichen Haupt- und Nebenrollen in Kino- und Fernsehproduktionen und in Fernsehserien wie Auf Achse, Pogo 1104, Balko, Ein Fall für zwei, Der Alte, Der Fahnder, Alarm für Cobra 11, Heldt und Großstadtrevier sowie mehrfach in der Tatort-Reihe mit.
2015 übernahm er eine der Hauptrollen im Hörspiel Abwärts, nachdem er bereits 1984 eine Nebenrolle in dem gleichnamigen Thriller gespielt hatte.
Sein anschließendes Projekt hieß Grabowski – Alles für die Familie. Aufgrund des Kultstatus seiner Rollenfiguren Karl-Heinz, Kalle und Harry Grabowski in der Unna-Trilogie von Peter Thorwarth initiierte sein Sohn Maxwell diesen Film, in dem Richter in einer Dreifachrolle noch einmal seine Kultfiguren spielt. Das Drehbuch schrieben Vater und Sohn gemeinsam. Um den Film produzieren zu können, starteten die beiden eine Crowdfunding-Kampagne, die mit mehr als 1.200 Unterstützern eine Summe von 120.000 € einbrachte. Nach mehrfachen Verschiebungen des Drehstarts gibt es Stand 2023 keine Neuigkeiten zu dem Projekt.

### Musik
Neben der Tätigkeit als Schauspieler veröffentlichte Richter als Sänger die CD One Heart.

## Weitere Aktivitäten und Engagements
Ralf Richter engagiert sich für die Alphabetisierung. Er wirkte bei dem Hörspiel Mit einem blauen Auge! des Projektes „iCHANCE“ vom Bundesverband Alphabetisierung und Grundbildung mit. Seit einigen Jahren engagiert sich Richter für ein Obdachlosenhotel in Köln.

## Persönliches
Richter ist zweifacher Vater und hat sechs Enkelkinder. Sein Sohn Maxwell ist ebenfalls Schauspieler. Seine Tochter Aline hatte einen Kurzauftritt in Was nicht passt, wird passend gemacht als Tochter von Richters Filmfigur Kalle. In Abspannen erscheint sein Vorname gelegentlich auch in der Schreibweise Ralph.

## Werk

### Filmografie (Auswahl)

#### Kino
- 1981: Das Boot
- 1984: Decoder
- 1984: Abwärts
- 1984: Zielscheiben (Regie: Volker Vogeler)
- 1987: Zabou
- 1988: Die Katze
- 1991: Superstau
- 1991: Manta – Der Film
- 1991: Es wäre gut, dass ein Mensch würde umbracht für das Volk (Regie: Hugo Niebeling)
- 1992: Cosimas Lexikon
- 1994: Marianengraben (Regie: Achim Bornhak)
- 1996: Happy Weekend
- 1996: Peanuts – Die Bank zahlt alles
- 1997: Was nicht paßt, wird passend gemacht (Kurzfilm)
- 1998: Der Eisbär
- 1999: Bang Boom Bang – Ein todsicheres Ding
- 2000: Fußball ist unser Leben
- 2000: Marmor, Stein & Eisen (Regie: Hansjörg Thurn)
- 2001: Westend (Regie: Markus Mischkowski, Kai Maria Steinkühler)
- 2001: Suck My Dick
- 2002: Kuscheldoktor (Kurzfilm, Regie: Anja Jacobs)
- 2002: Was nicht passt, wird passend gemacht
- 2003: Dirty Sky
- 2004: Cowgirl (Regie: Mark Schlichter)
- 2006: Goldene Zeiten
- 2007: Streets of Rio (Regie: Alexander Pickl)
- 2008: Chaostage – We Are Punks!
- 2009: Die Vorstadtkrokodile
- 2009: Kopf oder Zahl
- 2009: Village People 2 – Auf der Suche nach dem Nazigold (Regie: Armin Schnürle)
- 2013: Bob der Baggerführer (Regie: Jochen Taubert)
- 2014: Nicht mein Tag
- 2015: Halbe Brüder
- 2016: Im Winter, so schön
- 2016: Radio Heimat
- 2019: Der Rabe (Kurzfilm, Regie: Thomas Pill)
- 2019: Tal der Skorpione
- 2019: Stories of the Dead – Die Farm (Regie: Thomas Pill, Helmut Brandl)
- 2020: Enfant Terrible
- 2020: Sky Sharks
- 2024: Frisch

#### Fernsehen
- 1980: Tatort: Herzjagd (Fernsehreihe)
- 1981: Tatort: Duisburg-Ruhrort
- 1981: Tour de Ruhr (Fernsehserie, 6 Folgen)
- 1982: Der Alte (Fernsehserie, Folge Ich werde Dich töten)
- 1982: Tatort: Wat Recht is, mutt Recht bliewen
- 1982: Agent in eigener Sache (Smiley’s People, eine Folge)
- 1983–1990: Rote Erde (Fernsehserie, 7 Folgen)
- 1984: Pogo 1104 (Fernsehserie, 4 Folgen)
- 1985: Die Krimistunde (Fernsehserie, Folge Die richtige Medizin)
- 1985–2009: Ein Fall für zwei (Fernsehserie, verschiedene Rollen, 9 Folgen)
- 1985–1999: Der Fahnder (Fernsehserie, verschiedene Rollen, 4 Folgen)
- 1986: Rosowski (Fernsehserie, Folge Canale Grande)
- 1987: Verlierer
- 1987: Tatort: Eine Million Mäuse
- 1988: Tatort: Ausgeklinkt
- 1988, 1993: SOKO München (Fernsehserie, verschiedene Rollen, 2 Folgen)
- 1989: Eurocops (Fernsehserie, Folge Zahltag bei Nacht)
- 1990: Alles im Griff (Regie: Joachim Roering)
- 1991: Tatort: Blutwurstwalzer
- 1993: Glückliche Reise – Grönland (Fernsehserie)
- 1993: Bella Block: Die Kommissarin (Fernsehreihe)
- 1994, 1999: Die Kommissarin (Fernsehserie, verschiedene Rollen, 2 Folgen)
- 1995: Alles außer Mord: Blutiger Ernst (Fernsehreihe)
- 1995: Der schwarze Fluch – Tödliche Leidenschaften
- 1995: Tatort: Der König kehrt zurück
- 1996: Auf Achse (Fernsehserie, Folge Falsche Freunde)
- 1996: Im Namen des Gesetzes (Fernsehserie, Folge Kreuzfeuer)
- 1996: Die Katze von Kensington
- 1997: Küstenwache (Fernsehserie, Folge Tanz auf dem Meer)
- 1998–2015, 2025: Alarm für Cobra 11 (Fernsehserie, verschiedene Rollen, 4 Folgen)
- 1999: Männer aus zweiter Hand
- 2000: Geisterjäger John Sinclair, Folge 9 Der Gerechte
- 2000: Großstadtrevier (Fernsehserie, Folge Der Partner)
- 2002: Tatort: Filmriss
- 2003: Alarm für Cobra 11 – Einsatz für Team 2 (Fernsehserie, Folge Verschwunden)
- 2003, 2015: SOKO Köln (Fernsehserie, verschiedene Rollen, 2 Folgen)
- 2005: Die Rosenheim-Cops (Fernsehserie, Folge Bettgeflüster)
- 2005: Urmel aus dem Eis
- 2003–2007: Was nicht passt, wird passend gemacht (Fernsehserie, 20 Folgen)
- 2006, 2012: Die ProSieben-Märchenstunde (Fernsehserie, verschiedene Rollen, 2 Folgen)
- 2007: Lutter: Um jeden Preis (Fernsehreihe)
- 2008: Spiel mir das Lied und du bist tot! (Fernsehreihe)
- 2010: Zeche is nich – Sieben Blicke auf das Ruhrgebiet 2010 (Episodenfilm, Episode The new Malocher)
- 2012: SOKO Stuttgart (Fernsehserie, Folge Mord & Malerei)
- 2013: Turbo & Tacho
- 2013: The Devil Loves Rock 'n' Roll
- 2013–2016: Heldt (Fernsehserie, 3 Folgen)
- 2014: Familie Dr. Kleist (Fernsehserie, Folge Dunkle Wolken)
- 2014: Pastewka (Fernsehserie, Staffel 7, Folge 3 Der Fluch)
- 2016: Pets (The Secret Life of Pets, Synchronstimme)
- 2017–2018: Offscreen (Fernsehserie, 12 Folgen)
- 2019: SOKO Potsdam (Fernsehserie, Folge Eine verhängnisvolle Affäre)
- 2024: ZDF Magazin Royale: Richter Ralf Richter (Special)
- 2024: Die Passion

### Hörspiele
- 1989: Knight Rider – "Elliott, der Schlaukopf" (Folge 5) (als Mac Gifford) – Regie: Heikedine Körting
- 1992: Werner Schmitz: Schön war die Zeit – Regie: Hein Bruchl (Kriminalhörspiel – WDR)
- 2021: Sebastian Büttner: Katsche, Kopp und Ko – Regie: Matthias Kapohl (Kriminalkomödie – WDR)[9]
- 2021: Wimmel-Max & Wimmel-Biene. wimmelmax-verlag (Lern-Hörspiel für Kinder zum Thema Landwirtschaft)

### Musikvideos
- 2011: Eko Fresh – Köln Kalk Ehrenmord
- 2013: Sinan G – Bademeister[10]
- 2016: Betontod – Ich nehme dich mit
- 2016: Long Distance Calling – Getaway
- 2018: Owerstolz – Günther[11]
- 2021: Sondaschule – Ich verspreche mir selbst
- 2021: Sondaschule – Home Sweet Home (Unbesiegbar Episode 5/13)